# 韋斯帕林派因斯 (亞利桑那州格林利縣)
韋斯帕林派因斯（英語：Whispering Pines）是位於美國亞利桑那州格林利縣的一個非建制地區。該地的面積和人口皆未知。

## 地理
韋斯帕林派因斯的座標為33°43′39″N 109°03′22″W / 33.72750°N 109.05611°W，而該地的平均海拔高度為1977米（即6486英尺）。